# Vitéz (keresztnév)
A Vitéz késő középkori magyar személynév és (gyakrabban) családnév, a vitéz szóból származik.

## Gyakorisága
Az 1990-es években szórványos név, a 2000-es években nem szerepel a 100 leggyakoribb férfinév között.

## Névnapok
- április 28.[2]
- november 2.[2]